# 英國駐義大利大使館
英國駐義大利大使館（英語：Embassy of the United Kingdom, Rome）是大不列顛及北愛爾蘭聯合王國駐義大利、聖馬利諾以及梵蒂岡的外交代表機構，位於羅馬，現任大使是黎偉略。
在羅馬以外，英國在米蘭還設有總領事館，使領館館長為總領事。